# 下郡站
下郡站（日语：／ Shimogōri eki */?）是位於千葉縣君津市山本湯名下2號，東日本旅客鐵道（JR東日本）的久留里線車站。

## 歷史
在久留里線木更津站至上總龜山站之間開通後翌年的1937年（昭和12年），東橫田站、此站和上總山本站同時啟用。在太平洋戰爭中的1944年（昭和19年），久留里站以南區間暫停營業，在戰後的1947年（昭和22年）全線重開。由於使用人次較少，東橫田站、下郡站和上總山本站一度暫停營業。下郡站於1956年（昭和31年）恢復營業，但是上總山本站於同年正式廢止（東橫田站在1958年重開）。
- 1937年（昭和12年）4月20日：車站啟用[1]。
- 1947年（昭和22年）1月20日：車站暫停營業[1]。
- 1956年（昭和31年）7月1日：車站重開營業[1]。
- 1987年（昭和62年）4月1日：伴隨國鐵分割民營化，車站由東日本旅客鐵道（JR東日本）營運[1]。
- 2009年（平成21年）3月14日：此站編入至東京近郊區間[2]。

## 車站構造
此站是地面車站，設有1面1線的單式月台。月台可容納2卡車廂。當3卡編成以上列車停靠此站時，列車前進方向的首2卡車廂會停在月台中，但是第3卡以後的車廂會進行選擇性車門操作。
此站成為由久留里站管理的無人車站。此站沒有車站大樓，在月台上設有預製部件建成的候車室。此站設有乘車站證明票發行機。廁所為男女分開的濕廁。

## 使用狀況
在2006年（平成18年）度1日平均乘車人次為78人，以下為乘車人次變化列表：
| 乘車人次變化       | 乘車人次變化     | 乘車人次變化 |
| 年度               | 1日平均 乘車人次 | 參考資料     |
| ------------------ | ---------------- | ------------ |
| 1990年（平成02年） | 124              | [ * 1 ]      |
| 1991年（平成03年） | 168              | [ * 2 ]      |
| 1992年（平成04年） | 112              | [ * 3 ]      |
| 1993年（平成05年） | 106              | [ * 4 ]      |
| 1994年（平成06年） | 112              | [ * 5 ]      |
| 1995年（平成07年） | 107              | [ * 6 ]      |
| 1996年（平成08年） | 105              | [ * 7 ]      |
| 1997年（平成09年） | 95               | [ * 8 ]      |
| 1998年（平成10年） | 87               | [ * 9 ]      |
| 1999年（平成11年） | 89               | [ * 10 ]     |
| 2000年（平成12年） | 79               | [ * 11 ]     |
| 2001年（平成13年） | 67               | [ * 12 ]     |
| 2002年（平成14年） | 62               | [ * 13 ]     |
| 2003年（平成15年） | 64               | [ * 14 ]     |
| 2004年（平成16年） | 76               | [ * 15 ]     |
| 2005年（平成17年） | 76               | [ * 16 ]     |
| 2006年（平成18年） | 78               | [ * 17 ]     |

## 車站周邊

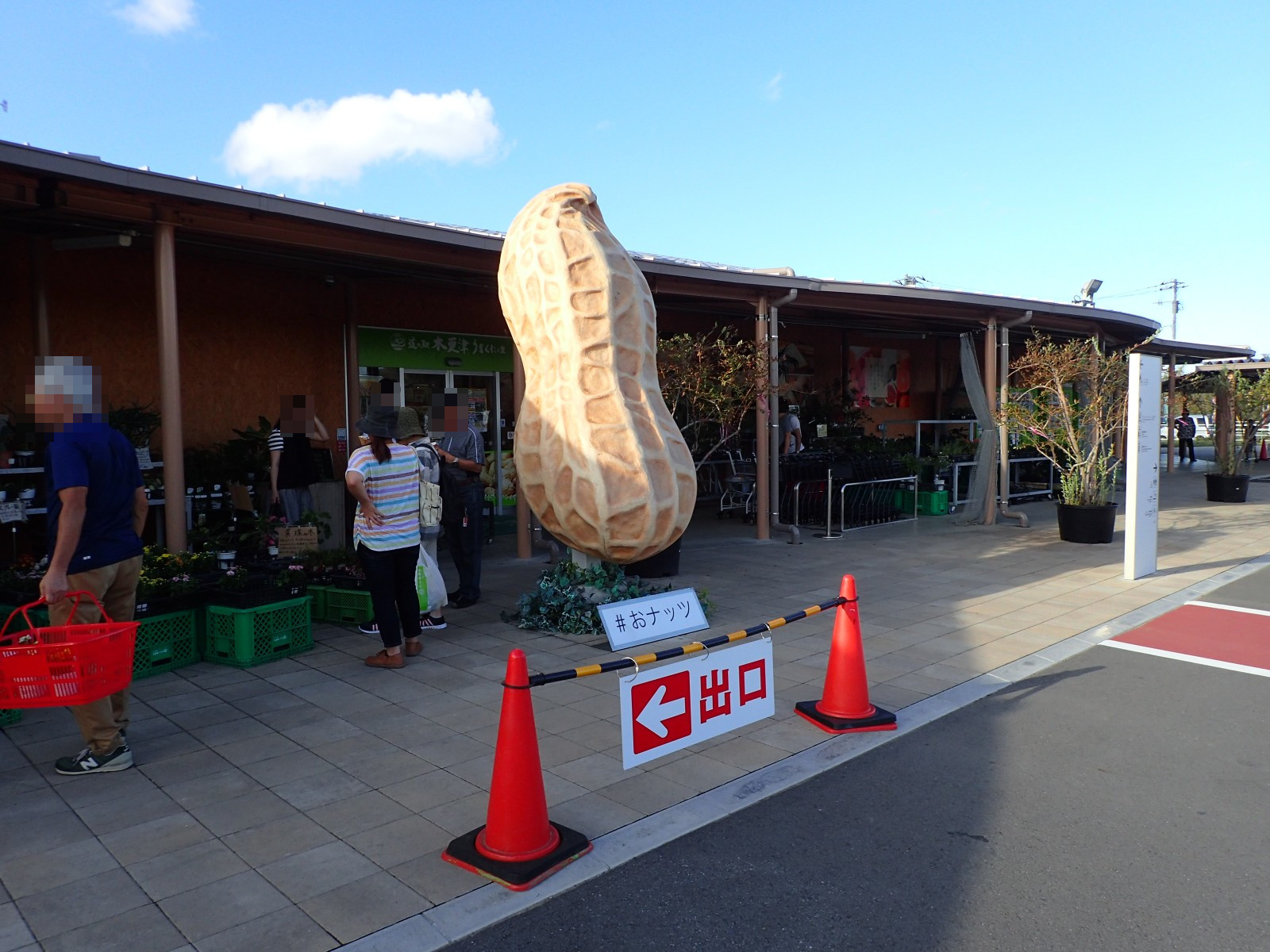
道之驛木更津 富來田之里

車站出入口附近為木更津市的邊界。車站附近是田園地帶。車站東邊設有山本由那城，城比此站高30米。在千葉縣道166號馬來田停車場富岡線上設有中小型商店和住宅。
- 首都圈中央聯絡自動車道（木更津東交流道）
- 國道410號（日语：国道410号）
- 千葉縣道24號千葉鴨川線（日语：千葉県道24号千葉鴨川線）
- 千葉縣道166號馬來田停車場富岡線（日语：千葉県道166号馬来田停車場富岡線）
- 下郡郵局 - 此站附近設有現存的舊郵局「下郡郵局舊局」，在2004年登錄為國家登錄有形文化財。
- 山本由那城（山本湯名城）蹟 - 車站東北方200米。為里見氏支城蹟。城主為家臣的山本氏。
- 山本之殿之下井戶
- 十二所神社（日语：十二所神社 (木更津市)）
- 道之驛木更津 富來田之里（日语：道の駅木更津 うまくたの里）

## 相鄰車站
東日本旅客鐵道（JR東日本）
■久留里線
馬來田－下郡－小櫃
上述提及，在1937年（昭和12年）至1956年（昭和31年）之間，於此站與小櫃站之間曾經設有上總山本站。

## 注腳

### 使用狀況
1. ↑  千葉縣統計年鑑 （页面存档备份，存于）（日語） - 千葉縣

千葉縣統計年鑑
1. ↑  千葉縣統計年鑑（平成3年） （页面存档备份，存于）（日語）
2. ↑  千葉縣統計年鑑（平成4年） （页面存档备份，存于）（日語）
3. ↑  千葉縣統計年鑑（平成5年） （页面存档备份，存于）（日語）
4. ↑  千葉縣統計年鑑（平成6年） （页面存档备份，存于）（日語）
5. ↑  千葉縣統計年鑑（平成7年） （页面存档备份，存于）（日語）
6. ↑  千葉縣統計年鑑（平成8年） （页面存档备份，存于）（日語）
7. ↑  千葉縣統計年鑑（平成9年） （页面存档备份，存于）（日語）
8. ↑  千葉縣統計年鑑（平成10年） （页面存档备份，存于）（日語）
9. ↑  千葉縣統計年鑑（平成11年） （页面存档备份，存于）（日語）
10. ↑  千葉縣統計年鑑（平成12年） （页面存档备份，存于）（日語）
11. ↑  千葉縣統計年鑑（平成13年） （页面存档备份，存于）（日語）
12. ↑  千葉縣統計年鑑（平成14年） （页面存档备份，存于）（日語）
13. ↑  千葉縣統計年鑑（平成15年） （页面存档备份，存于）（日語）
14. ↑  千葉縣統計年鑑（平成16年） （页面存档备份，存于）（日語）
15. ↑  千葉縣統計年鑑（平成17年） （页面存档备份，存于）（日語）
16. ↑  千葉縣統計年鑑（平成18年） （页面存档备份，存于）（日語）
17. ↑  千葉縣統計年鑑（平成19年） （页面存档备份，存于）（日語）

## 外部連結
- 車站資訊（下郡）：東日本旅客鐵道（日語）